# George Hervey, 2. hrabě z Bristolu
George William Hervey, 2. hrabě z Bristolu (George William Hervey, 2nd Earl of Bristol, 3rd Baron Hervey of Ickworth) (31. srpna 1721 – 18. března 1775, Bath, Anglie) byl britský státník, diplomat a dvořan. Od roku 1743 byl členem Sněmovny lordů, za sedmileté války se uplatnil jako úspěšný diplomat v Itálii a Španělsku, později byl irským místokrálem (1766–1767) a zastával vysoké funkce u dvora. Zemřel bez potomstva, dědicem titulu byl jeho mladší bratr, admirál Augustus Hervey (1724–1779).

## Kariéra
Pocházel ze starobylé šlechtické rodiny Herveyů, která od 15. století sídlila v hrabství Suffolk. Narodil se jako nejstarší syn lorda Johna Herveye (1694–1743), dědice 1. hraběte z Bristolu. Lord John Hervey patřil k vlivným osobnostem dvora Jiřího II., babička Elizabeth, hraběnka z Bristolu (rozená Felton, 1676–1741) byla hofmistryní královny Karolíny. George od roku 1739 sloužil v armádě, z níž odešel již v roce 1742. Po otci zdědil v roce 1743 titul barona a vstoupil do Sněmovny lordů, titul hraběte z Bristolu zdědil v roce 1751. V letech 1755–1758 byl vyslancem v Turínu, během sedmileté války pak sehrál důležitou úlohu jako velvyslanec v Madridu (1758–1761). Po návratu do Anglie patřil v Horní sněmovně ke stoupencům whigů, po nástupu Jiřího III. se názorově rozešel se svým mladším bratrem Augustem. V letech 1766–1767 byl místokrálem v Irsku, zároveň se stal členem Tajné rady. Do funkce byl jmenován v říjnu 1766, jmenování ale nepřijal a do Irska nikdy neodjel, titulárně však zůstal v úřadu deset měsíců. Správu Irska zajišťoval jeho mladší bratr Augustus, který tehdy zastával post státního sekretáře pro Irsko. Po rezignaci na úřad irského místokrále (novým irským místokrálem se stal markýz Townshend se stal členem vlády jako lord strážce tajné pečeti (1768–1770), tuto funkci převzal po W. Pittovi. V Northově vládě zastával dvorský úřad prvního královského komorníka (Groom of the Stole, 1770–1775). Ve společnosti nebyl příliš oblíben kvůli svému povýšenému vystupování.
Zemřel svobodný v lázních Bath a rodové tituly po něm postupně zdědili dva mladší bratři, admirál Augustus Hervey (1724–1779) a biskup Frederick Hervey (1730-1803), který nechal koncem 18. století přestavět rodové sídlo Ickworth House. Nejmladší z bratrů William Hervey (1732–1815) sloužil v armádě a dosáhl hodnosti generála. Rod později získal titul markýzů z Bristolu (1826).